# TNT (TV-kanal)
TNT var en svensk TV-kanal som ingick i Millennium Media Group som sedan augusti 2010 ägs av Turner Broadcasting System och ingår som en fristående del i en av världens största mediekoncerner, Time Warner. Kanalen lanserades ursprungligen av kvällstidningen Aftonbladet den 9 oktober 2006 men går sedan augusti 2008 under NonStop Television som även äger flera kanaler på den skandinaviska marknaden. VD är Ignas Scheynius. 
Kanalen hade från start en inriktning på nyhetsprogram men under 2010 började TV7, som den då hette, visa främst kanadensiska underhållningsprogram, latinamerikanska telenovelas och filmer. En nylansering av kanalen väntades under våren 2011 då kanalen blivit en del av Turner Broadcasting System, Inc.. Den 22 mars 2011 bytte kanalen namn till TNT7 efter att Turner Broadcasting köpt upp ägaren MMG. Den 21 mars 2012 togs sjuan bort från namnet och kanalen hette endast TNT fram till nedläggningen.

## Programutbud
TNT var en dygnet-runt-kanal och visade bland annat dramaserier och långfilmer.Kanalen lades ner den 31 januari 2019, men den finns fortfarande kvar on-demand.

## Distribution
TNT sändes digitalt via följande operatörer:
- Boxer
- Canal Digital
- Com Hem
- Magine
- Sappa
- Tele2 TV
- Telia
- Viasat

## Historik

### Arbetsnamnet var Storstads-TV
Under andra halvan av 2005 utlyste Radio- och TV-verket nya tillstånd för marksänd digital-tv i Sverige. Aftonbladet ansökte om tillstånd för att få sända en kanal som de kallade "Storstads-TV". I november meddelade RTVV vilka kanaler som myndigheten ansåg skulle få tillstånd, och på denna lista fanns Storstads-TV. Att kanalen skulle sändas ut helt gratis var av allt att döma en bidragande orsak till att Aftonbladet fick ett tillstånd.
Efter förhandlingar stod det klart att Storstads-TV skulle dela sitt sändningsutrymme med Ax.son Johnsonstiftelsens tv-kanal Axess TV. I slutet av februari 2006 meddelade kulturminister Leif Pagrotsky vilka kanaler som skulle få de nya tillstånden. Storstads-TV och Axess Television fick dela på ett tillstånd där Storstads-TV sände på vardagar, medan Axess sände på helger. Enligt tillståndet skulle företagen börja sända senast den 31 maj 2006. 

### Kanalen blev TV7
Kanalen inledde sina sändningar den 29 maj 2006. Då hade kanalen fått namnet Aftonbladet TV. De första sändningarna bestod främst av material från webb-tv-sändningar och inköpta repriser från de svenska kanalerna TV8 och Kanal 5. Kanalen visade det fyra minuter långa sex- och samlevnadsprogrammet Fråga Linn och repriser av talkshowen Studio Virtanen från TV8. 
I början av oktober meddelades att kanalen skulle heta Aftonbladet TV7 och att Stephen Mowbray utsetts till VD. Kanalen lanserades officiellt klockan 17.00 den 9 oktober 2006. Samtidigt förändrade Aftonbladet sina TV-tablåer, så att kanalen skulle finnas på samma uppslag som de fem stora kanalerna.
Aftonbladet TV7 satsade stort på att sända egenproducerade nyheter och underhållningsprogram. Inköpta program från i huvudsak Storbritannien visades också. Den 23 april 2007 sade Stephen Mowbray upp sig som VD på TV7, han ersattes med Helena Westin som tidigare jobbat som affärsutvecklingschef på Aftonbladet. Till posten som chef för nyhetsredaktionen på TV7 rekryterades journalisten och TV-producenten Johan Åsard med ett förflutet på bland annat TV4. Efter hand blev det alltmer tydligt att kanalen var ett enormt kostsamt förlustprojekt och att siktet var på en försäljning eller nedläggning. Trots det fortsatte Aftonbladets egna medier, papperstidningen och webben, att i positiva ordalag berätta om hur bra det gick för kanalen.
Under den korta tid som Aftonbladet drev TV7 satsade kanalen stort på nyheter. Aftonbladet ville sända nyheter i ett kvickt format under vardagskvällarna. Efter ungefär ett halvår lades nyhetssändningarna ned, eftersom de var för dyra att producera. Sista inslaget i den allra sista nyhetssändningen handlade om hur många som kände till TV7. Reportern gick runt i Stockholm och frågade folk vad de tyckte om att TV7 planerade att lägga ner sin nyhetssatsning. De flesta visste inte ens att kanalen fanns trots massiva reklamkampanjer via Aftonbladets olika medier.
Under samma period producerade TV7 en del egna underhållningsprogram. Den mycket påkostade fredagsunderhållningen Klick sändes i en säsong innan det lades ner på grund av dåliga tittarsiffror. Sex- och relationsprogrammet Lust lades ned efter ett par säsonger. Klipptoppen (med Mustasch-sångaren Ralf Gyllenhammar som programledare) var ett program dit tittarna kunde skicka in egna videoklipp och vinna priser lades också ned efter två säsonger. TV7 gjorde även ett par försök att sända galor, bland annat Aftonbladets TV-pris med Rickard Olsson och Rockbjörnen med Filip och Fredrik vilka blev de program i kanalens historia som lockats flest tittare. Det svenskproducerade program som överlevt längst var TV-spelsprogrammet Gameplay där programledarna varje vecka testade nya speltitlar och gjorde enkla reportage hos spelutvecklare.

### TV7 såldes till reapris
Under hösten 2007 gick sändningarna i Aftonbladet TV7 på sparlåga. I december sålde Aftonbladet kanalen efter många om och men till bolaget C4 Partners. De nya ägarna inledde ett arbete för att omkonstruera kanalen och såg till att kanalen fick ett förnyat tillstånd att sända i marknätet.
C4 Partners arbetade med idén att TV7 skulle bli en renodlad teve- och datorspelskanal. Det var skälet till att programmet Gameplay under våren 2008 var kanalens enda levande egenproduktion. Under perioden visade TV7 i övrigt inget annat än repriser på program som tidigare hade sänts. Samma reklamspottar för Aftonbladets olika företag fortsatte att visas ett oändligt antal gånger.

### NonStop Television tog över och köptes upp av Turner Television Systems, Inc.
I augusti 2008 sålde C4 Partners kanalen till NonStop Television, som även driver kanalerna Star!, Showtime och Silver i Skandinavien. NonStop Television har aviserat att kanalen ska utvecklas till en bredare underhållningskanal. Den 1 september 2008 omlanserades kanalen i väntan på en helt ny tablå från årsskiftet. Samtidigt började ny kanalgrafik att användas. TV7 sände därefter en långfilm på eftermiddagen och en långfilm på kvällen. Däremellan visades inköpta underhållningsprogram. På vintern planerades en stor omlansering av TV7, då kanalen även skulle börja sändas i Norge, Danmark och Finland. 1 januari 2009 slutade TV7 sändas hos Boxer och Telia. Kanalen blev samma dag en betalkanal.

### Dygnet runt-sändningarna och lanseringen som en kanal för kvinnor
Den 14 februari 2009 omlanserades TV7 som en kanal för kvinnor och dygnet runt-sändningar inleds. Innehållet i kanalen har sedan Aftonbladets tid förändrats markant. 

#### Inköp
TV7 sände flera inköpta program, under 2009 i första hand från Kanada och Latinamerika. Non Stop var en stor kund hos kanadensiska CHUM, som även ägde varumärket Star!, vilket avspeglades i TV7:s tablå. Vid starten kom programmen i första hand från Storbritannien och kanalen hade en VD från Skottland. Några titlar från kanalens första tablåer var Vilda små värstingar, Mardröm i luften, Bluffmakarna, Design star, Ödets ögonblick och Planet Rock.

### Namnbytet till TNT7
Efter att Turner Broadcasting köpte upp NonStop Televisions ägare MMG ändrades, den 22 mars 2011, kanalens namn till TNT7.
I september 2011 bytte TV4 Plus namn till Sjuan, vilket ledde till att ännu en kanal gav sig in i turerna kring namnet "TV7". NonStop Television var vid denna tidpunkt alltjämt uppe i den segdragna varumärkestvisten med TV7 Stockholm AB om rätten till namnet "TV7".  Efter att NonStop Television förlorade namnstriden i domstol (se nedan) genomfördes ytterligare ett namnbyte och nylansering.

### Lanseringen som TNT
Den 21 mars 2012 bytte kanalen namn tillbaka till "TNT", och fick liknande inriktning som den amerikanska moderkanalen. TNT ville vara "den moderna kanalen" och erbjuda nya serier, kända filmer och berättelser. Det meddelades också att mer fokus skulle läggas på egna produktioner.

### Programledare som setts i TV7
- Fredrik Birging
- Fredrik Virtanen
- Harald Treutiger
- Sofi Fahrman
- Ralf Gyllenhammar
- Linn Heed
- Sofia Lundgren
- Mysia Englund
- Theresa Tingbrand
- Johan Wiman
- Johanna Holm
- Hans Wiklund
- Lars-Åke Wilhelmsson
- Pär Lernström
- Kjell Eriksson
- Christer Engström
- August Bergkvist

### Program som har visats i TV7
- Aftonbladet Nyheter
- Bluffmakarna
- Derren Brown
- Design Star
- Fråga Linn
- Gameplay
- Hemma hos Nigella
- Kieth Berry
- Klick
- Klipptoppen
- Koden
- Lust
- Läget
- Mardröm i luften
- Planet Rock
- Sofis Mode
- Studio Virtanen
- Vilda små västingar
- Ödets Ögonblick

## Namntvister
TV7 Stockholm AB anser sig äga varumärket TV7 på den svenska marknaden och har sedan många år planerat starta sina sändningar. TV7 Stockholm AB har visat program på nätet men är idag inte aktiva på marknaden. Tidigare fanns Canal 7 (blev senare Kanal Global) i det digitala marknätet. Det har dock kostaterats att de inte har haft ensamrätt till siffran sju på den svenska TV-marknaden. Myndigheten för radio och tv ansåg att TV7 skulle använda beteckningen Non Stop TV7.
I slutet av 2011 vann TV7 Stockholm AB namntvisten i Högsta Domstolen och fick behålla sin varumärkesregistrering. Bolaget Nonstop tvingades dessutom stå för rättegångskostnaderna på 186 000 kronor.